# Gottfried Reuter
Gottfried Reuter (* 14. August 1585 in Bitterfeld; † 27. Juni 1634 in Wittenberg) war ein deutscher Rechtswissenschaftler.

## Leben
Gottfried wurde als Sohn des Bitterfelder Bürgermeisters Conrad Reuter und dessen Frau Anna geboren. Er war ein Enkel des Wittenberger Bürgermeisters Ambrosius Reuter. Obwohl seine Eltern 15 Kinder während ihrer Ehe erzeugt hatten, gelangten von diesen nur wenige in das Erwachsenenalter. Dennoch brachte der Vater ausreichende finanzielle Mittel auf, den Sohn durch Privatlehrer ausbilden zu lassen. Am 2. Oktober 1599 wurde er Schüler der kurfürstlich sächsische Landesschule St. Augustin in Grimma, welche als Schmiede des sächsischen Pfarrer- und Beamtennachwuchses galt. Unter der Leitung des Rektors Martin Hayneccius, wurde er hier mit den Grundlagen der philosophischen Wissenschaften wie Rhetorik, Dialektik, Musik und Poetik vertraut gemacht. Am 9. Mai 1604 verließ er diese Schule und zog an die Universität Wittenberg, wo er sich 30. Juni 1604 immatrikulierte.
In Wittenberg fand er in dem Theologen Aegidius Strauch einen Förderer. Dieser besorgte ihm ein Stipendium und er konnte nebenbei als Privatlehrer Adliger seinen Studienunterhalt finanzieren. Vor allem konzentrierte er sich auf rechtswissenschaftliche Studien, wozu er die Vorlesungen von Lucas Beckmann, Wolfgang Hirschbach, Valentin Wilhelm Forster  und Erasmus Unruh besuchte. 1615 promovierte er in Wittenberg zum Doktor der Rechte, wurde Advokat am Wittenberger Hofgericht und am 21. August 1617 Assessor an der juristischen Fakultät. Am 17. November 1626 wurde er ordentlicher Professor der Instituten und 1628 stieg er in die vierte juristische Professur auf. 1626, 1628 und 1631 war er Dekan der juristischen Fakultät und im Sommersemester 1627 Rektor der Leucorea. 1625 wurde er Rat der kurfürstlichen sächsischen Witwe Hedwig auf dem Schloss Lichtenburg und später Rat der fürstlich anhaltinischen Witwe auf dem Schloss Coswig.
Nach seinem Tod, wurde sein Leichnam am 30. Juni 1634 beigesetzt und man errichtete ihm Wittenberger Stadtkirche  ein Epitaph.

## Familie
Am 3. September 1622 heiratete Reuter Elisabeth Nehrhof von Holterberg (* 22. September 1603 in Prag; † 16. Januar 1644 in Wittenberg), die Tochter des Prager Kaufmanns und Kirchenvorstehers Johann Nehrhof von Holterberg und dessen Frau Elisabeth (geb. Cramer von Claußbruch; * 1579 in Leipzig; † 13. September 1639 in Wittenberg). Während der Ehe wurden drei Söhne und drei Töchter geboren. Seine Witwe war zu seinem Todeszeitpunkt schwanger. Sie verheiratete sich am 11. Mai 1640 in einer erneuten Ehe mit dem Amtschreiber in Wittenberg Martin Starcke. Von den Kindern kennt man die Söhne Gottfried Reuter († 1637), Christian Reuter († 1637) und Hans Conrad Reuter († 1637), sowie die Töchter Anna Elisabeth Reuter († 1637), Magdalena Elisabeth Reuter († 1637), Agnes Reuter († 1637) und Maria Amalie Reuter (* Juli 1634 in Wittenberg).

## Werke (Auswahl)
- Positiones Iuridicae De Iure Tutelae & Curatelae. Resp. Martin von der Fechte[10]. Wittenberg, 1614. (Digitalisat)
- Disquisitiuncula XI. de senatu et consiliariis principum. Resp. David Scultetus[11]. Wittenberg, 1614.
- Disputatio Iuridica De Iure Sequestrationis: Ex L. Un. C. de prohib. Sequest. pec. & c. 1. & 2. Extr. de Sequestrat. poss. & fruct. cum fimilibus ibiq[ue] notatis desumpta.[12] Wittenberg 1615. (Digitalisat, Promotionsdisputation)
- Theses Iuridicae De Iure Venandi. Responent Andreas Wernicke[13]. Wittenberg, 1616, (Digitalisat)
- Positiones Iuridicae De Procuratoribus. Resp. Caspar Georg Hoffmann[14]. Wittenberg, 1616, (Digitalisat)
- Iuris Controversi Miscellaneae Quaestiones, Ex libro 1. & 2. Institutionum imperialium collectae. Resp. Siegfried von Görsdorf[15]   Wittenberg 1617. (Digitalisat)
- Disputatio Iuridica De Natura, Origine, Notatione, Definitione & Divisionibus Feudi. Resp. Leo Reimarus[16]. Wittenberg, 1617, (Digitalisat)
- Disputatio Feudalis Secunda. Resp. Erich August von Lenthe[17]. Wittenberg 1618. (Digitalisat)
- Disputatio Feudalis Tertia De Materia Feudorum Sive Rebus In Quibus Feudum Constitui Et Consistere Potest. Resp. Johann Volschovius[18]. Wittenberg, 1618, (Digitalisat)
- Disputatio Iuridica De Amissione Feudi. Resp. Lukas von Berge[19]. Wittenberg 1619. (Digitalisat)
- Disputatio Feudalis De Investitura Et Eius Renovatione. Resp. Gottfried Erhardi[20]. Wittenberg, 1619, (Digitalisat)
- Disputatio Iuridica De Amissione Feudi. Resp. Lucas von Berge. Wittenberg 1619. (Digitalisat)
- Disputatio Feudalis, De Triplici Domesticitatis, Subiectionis, Et Vasallagii Fidelitate, Eiusdemque Iuramento. Resp. Gottfried Erhardi. Wittenberg, 1620, (Digitalisat)
- Disputatio Iuridica, De Dominio. Resp. Johann Crato[21]. Wittenberg 1622. (Digitalisat)
- Disputatio Iuridica, De Iure Venandi. Resp. Adam Leupoldt[22]. Wittenberg 1626. (Digitalisat)
- Disputatio Iuridica De Privatis Delictis In Specie, Eorumque Actionibus, Et Poenis. Resp. Peter Goldbeck[23]. Wittenberg 1626. (Digitalisat)
- Dissertatio Iuridica. De Iniuriis Et Famosis Libellis. Resp. Andreas Lange[24]. Wittenberg 1628. (Digitalisat)
- Disputatio Iuridica, De Traditione. Resp. Johann Neander[25]. Wittenberg 1628. (Digitalisat)
- Disputatio juridica de emtione et venditione. Resp. Johann Eckhard[26]. Wittenberg. 1628. (Digitalisat)
- Decreto & Autoritate Ampliss. ICtorum Ordinis. in florentissima Electorali Academia Wittebergensi Disputationem Hanc Inauguralem Ad Celebrem & Famosam Practicam L. Diffamari 5. C. de Ingenuis manumissis. Resp. Christoph Wacke. Wittenberg 1630. (Digitalisat)
- Disputatio Iuridica. De Instrumentis, Sive Litterariis Documentis. Resp. Arnold von Holten[27]. Wittenberg 1631. (Digitalisat)